# WZ-523
El WZ-523 (designación OTAN: M1984) es un transporte blindado de personal chino de seis ruedas anfibio. Construido sobre el chasis del camión Hanyang HY472, puede transportar una tripulación de tres personas y acomodar hasta ocho pasajeros adicionales. Se produjeron dos modelos principales: uno con una ametralladora pesada de 12,7 mm montada en el techo y el otro con una pequeña torreta armada con un lanzagranadas de 35 mm y una ametralladora coaxial de uso general de 7,62 mm. Un modelo de exportación que entró en servicio en 2008 como vehículo de apoyo contra incendios también se comercializó con éxito para el Ejército de Namibia; está armado con un cañón de ánima lisa 2A28 Grom de 73 mm en exactamente la misma torreta que se usa en el vehículo de combate de infantería BMP-1 soviético.
El WZ-523 fue presentado en un desfile militar en Beijing en octubre de 1984, obteniendo la designación de la OTAN M1984, aunque estaba destinado a la exportación y no entró en servicio a gran escala con el Ejército Popular de Liberación (EPL). Un vehículo de seguridad interna basado en el WZ-523, el ZFB-91, que tiene una torreta armada con un lanzagranadas de 35 mm y una ametralladora de 7,62 mm que reemplaza a la ametralladora antiaérea de 12,7 mm montada en el techo del WZ-523, está en servicio con unidades del EPL en Hong Kong y Macao.

## Historia
Cuando el WZ-523 se exhibió públicamente por primera vez, hubo muchas observaciones por parte de analistas de defensa internacionales sobre los orígenes de su diseño. Aunque el diseño del casco se parecía al del vehículo de combate de infantería de Sudáfrica de Sandock-Austral llamado Ratel, estudios posteriores han encontrado que, si bien puede haber habido cierta influencia sudafricana, el WZ-523 tiene muchas características únicas en dimensiones generales y características técnicas. Por ejemplo, su compartimento de conducción recuerda algo al BTR-60, con un solo pasajero sentado al lado del conductor. La ubicación del anillo de la torreta también es similar a la de la serie BTR-60 en lugar del Ratel, ya que está ubicado cerca del centro del casco. El Ejército Popular de Liberación ha desplegado el WZ-523 principalmente con fines de reconocimiento y para tareas especializadas que involucran artillería y unidades de apoyo al combate. A pesar de haber sido diseñado como un vehículo blindado de transporte de personal, no fue adoptado por las fuerzas de infantería mecanizadas o motorizadas chinas. Fuera de China, la Military Industry Corporation de Sudán también produce el WZ-523 bajo licencia.

## Especificaciones
Los WZ-523 tienen un alcance y una carga útil relativamente buenos, y pueden acomodar hasta diez pasajeros que entran y salen del blindado por una sola puerta en el casco trasero. El vehículo tiene una larga cola en forma de barco y el casco con una paleta montada en la placa glacis.
Es completamente anfibio una vez que se levanta esta paleta, siendo propulsado a velocidades de hasta 7 km por dos chorros de agua en la parte trasera. Se proporciona un parabrisas de dos piezas para el conductor y el pasajero sentado a su derecha. Durante el combate, el parabrisas puede quedar cubierto por contraventanas blindadas con bisagras.
Los modelos de exportación del WZ-523 se ofrecen con una variedad de opciones de armamento con torreta, incluida una ametralladora de 12,7 mm y una torreta cónica para un solo hombre que incorpora una única ametralladora de uso general de 7,62 mm a la derecha y un armamento más pesado a opción del cliente a la izquierda.
Los WZ-523 en servicio en Níger y Gabón han sido rediseñados con motores diésel alemanes Deutz BF6.

## Variantes
WZ-523Transporte blindado de personal armado con una ametralladora pesada de 12,7 mm.
ZFB-91Vehículo de seguridad interna basado en el WZ-523.

## Operadores

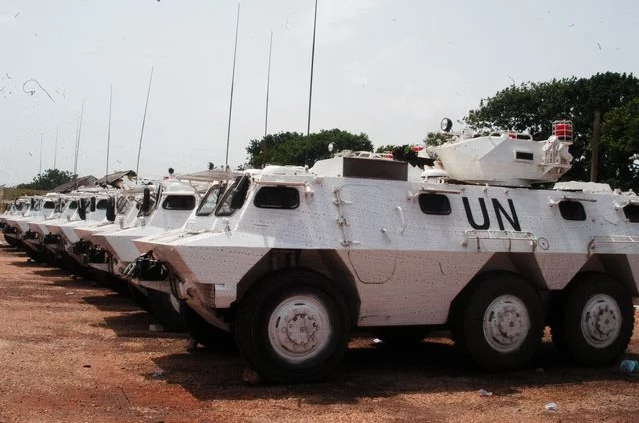
Blindados WZ-523 con los colores de la ONU.

- China: 60 en servicio, sin incluir la variante ZFB91.[9]
- Chad: 10[10]
- Etiopía: 20[8]
- Gabón: 3[8]
- Ghana: 58 entregados en 2009-2010;[11] 4 versión ambulancia entregadas en 2012 y otras 24 en 2013.[8]
- Namibia: 21;[8] modelo de exportación que incorpora la torreta BMP-1.[12]
- Níger: 2[8]
- Sudán: producido bajo licencia como Shareef 2.[6]

## Vehículos similares
- AVGP
- IVECO Guarani
- VBMR Griffon
- VEC
- WZ-551